# Honezovice
Honezovice település Csehországban, a Dél-plzeňi járásban. Honezovice Lisov, Černovice, Čečovice, Kostelec, Skapce, Všekary, Velký Malahov, Bukovec, Holýšov, Ves Touškov és Lochousice településekkel határos. Lakosainak száma 277 fő (2024. január 1.).

## Népesség
A település lakosságának változását az alábbi diagram mutatja:
| Lakosok száma | 648  | 649  | 748  | 448  | 272  | 224  | 255  | 255  | 263  | 277  |
|               | 1869 | 1890 | 1921 | 1950 | 1980 | 2001 | 2017 | 2019 | 2022 | 2024 |